# Canoagem nos Jogos Olímpicos de Verão de 2008 - K-4 500 m feminino
A competição feminina do K-4 500 metros da canoagem nos Jogos Olímpicos de Verão de 2008 foi realizada entre os dias 18 e 22 de agosto de 2008 no Parque Olímpico Shunyi.

## Medalhistas
| Ouro   | GER Fanny Fischer, Nicole Reinhardt, Katrin Wagner-Augustin e Conny Wassmuth |
| Prata  | HUN Katalin Kovács, Gabriella Szabó, Danuta Kozák e Nataša Janić             |
| Bronze | AUS Lisa Oldenhof, Hannah Davis, Chantal Meek e Lyndsie Fogarty              |

## Resultados

### Eliminatórias
Regras de classificação: 1º ao 3º → Final, 4º ao 7º mais oitavo melhor tempo → Semifinal, os restantes são eliminados

#### Eliminatória 1
| Pos. | Atletas                                                                 | País              | Tempo    |    |
| ---- | ----------------------------------------------------------------------- | ----------------- | -------- | -- |
| 1    | Fanny Fischer, Nicole Reinhardt, Katrin Wagner-Augustin, Conny Wassmuth | GER Alemanha      | 1:33.912 | QF |
| 2    | Xu Yaping, Zhong Hongyan, Yu Lamei, Liang Peixing                       | CHN China         | 1:36.971 | QF |
| 3    | Michele Eray, Carol Joyce, Nicola Mocke, Jennifer Hodson                | RSA África do Sul | 1:37.399 | QF |
| 4    | Stefania Cicali, Alessandra Galiotto, Fabiana Sgroi, Alice Fagioli      | ITA Itália        | 1:37.436 | QS |
| 5    | Shinobu Kitamoto, Ayaka Kuno, Mikiko Takeya, Yumiko Suzuki              | JPN Japão         | 1:38.618 | QS |

#### Eliminatória 2
| Pos. | Atletas                                                                        | País          | Tempo    |    |
| ---- | ------------------------------------------------------------------------------ | ------------- | -------- | -- |
| 1    | Katalin Kovács, Gabriella Szabó, Danuta Kozák, Nataša Janić                    | HUN Hungria   | 1:34.321 | QF |
| 2    | Beata Mikołajczyk, Aneta Konieczna, Edyta Dzieniszewska, Dorota Kuczkowska     | POL Polônia   | 1:36.497 | QF |
| 3    | Lisa Oldenhof, Hannah Davis, Chantal Meek, Lyndsie Fogarty                     | AUS Austrália | 1:36.516 | QF |
| 4    | Beatriz Manchón, Jana Smidakova, Sonia Molanes, Teresa Portela                 | ESP Espanha   | 1:37.914 | QS |
| 5    | Emilie Fournel, Karen Furneaux, Genevieve Beauchesne-Sevigny, Kristin Gauthier | CAN Canadá    | 1:39.366 | QS |

### Semifinal
Regras de classificação: 1º ao 3º → Final, os restantes são eliminados
| Pos. | Atletas                                                                        | País        | Tempo    |    |
| ---- | ------------------------------------------------------------------------------ | ----------- | -------- | -- |
| 1    | Beatriz Manchón, Jana Smidakova, Sonia Molanes, Teresa Portela                 | ESP Espanha | 1:37.172 | QF |
| 2    | Shinobu Kitamoto, Ayaka Kuno, Mikiko Takeya, Yumiko Suzuki                     | JPN Japão   | 1:37.449 | QF |
| 3    | Stefania Cicali, Alessandra Galiotto, Fabiana Sgroi, Alice Fagioli             | ITA Itália  | 1:37.887 | QF |
| 4    | Emilie Fournel, Karen Furneaux, Genevieve Beauchesne-Sevigny, Kristin Gauthier | CAN Canadá  | 1:38.224 |    |

### Final
| Pos. | Atletas                                                                    | País              | Tempo    |
| ---- | -------------------------------------------------------------------------- | ----------------- | -------- |
|      | Fanny Fischer, Nicole Reinhardt, Katrin Wagner-Augustin, Conny Wassmuth    | GER Alemanha      | 1:32.231 |
|      | Katalin Kovács, Gabriella Szabó, Danuta Kozák, Nataša Janić                | HUN Hungria       | 1:32.971 |
|      | Lisa Oldenhof, Hannah Davis, Chantal Meek, Lyndsie Fogarty                 | AUS Austrália     | 1:34.704 |
| 4    | Beata Mikołajczyk, Aneta Konieczna, Edyta Dzieniszewska, Dorota Kuczkowska | POL Polônia       | 1:34.752 |
| 5    | Beatriz Manchón, Jana Smidakova, Sonia Molanes, Teresa Portela             | ESP Espanha       | 1:35.366 |
| 6    | Shinobu Kitamoto, Ayaka Kuno, Mikiko Takeya, Yumiko Suzuki                 | JPN Japão         | 1:36.465 |
| 7    | Michele Eray, Carol Joyce, Nicola Mocke, Jennifer Hodson                   | RSA África do Sul | 1:36.724 |
| 8    | Stefania Cicali, Alessandra Galiotto, Fabiana Sgroi, Alice Fagioli         | ITA Itália        | 1:36.770 |
| 9    | Xu Yaping, Zhong Hongyan, Yu Lamei, Liang Peixing                          | CHN China         | 1:37.418 |